# Nicol Delago
Nicol Delago (Brixen, 5 januari 1996) is een Italiaanse alpineskiester. Ze vertegenwoordigde haar vaderland op de Olympische Winterspelen 2018 in Pyeongchang.

## Carrière
Delago maakte haar wereldbekerdebuut in januari 2015 in Sankt Moritz. In december 2015 scoorde ze in Val d'Isère haar eerste wereldbekerpunten. In januari 2017 behaalde de Italiaanse in Altenmarkt-Zauchensee haar eerste toptienklassering in een wereldbekerwedstrijd. Tijdens de Olympische Winterspelen van 2018 in Pyeongchang startte Delago op de afdaling, ze wist echter niet te finishen op dit onderdeel.
In december 2018 stond ze in Val Gardena voor de eerste maal in haar carrière op het podium van een wereldbekerwedstrijd. Op de wereldkampioenschappen alpineskiën 2019 in Åre eindigde de Italiaanse als zesde op de afdaling en als twaalfde op de alpine combinatie.

## Resultaten

### Olympische Winterspelen
| Jaar | Plaats      | Resultaten   |
| ---- | ----------- | ------------ |
| 2018 | Pyeongchang | DNF Afdaling |

### Wereldkampioenschappen
| Jaar | Plaats | Resultaten                        |
| ---- | ------ | --------------------------------- |
| 2019 | Åre    | 6e Afdaling 12e Alpine combinatie |

### Wereldbeker
Eindklasseringen
| Seizoen   | Algm | AD  | SG  | AC  |
| --------- | ---- | --- | --- | --- |
| 2015/2016 | 98e  | 53e | -   | 32e |
| 2016/2017 | 81e  | 37e | -   | 33e |
| 2017/2018 | 56e  | 28e | 34e | 19e |
| 2018/2019 | 31e  | 8e  | 31e | 18e |
| 2019/2020 | 28e  | 19e | 19e | 33e |